# Mongoolse Volksleger
Het Mongoolse Volksleger was het leger van Mongolië van 1920 tot 1992. Het einde van het Mongoolse Volksleger ging gepaard met het einde van de Volksrepubliek Mongolië.

## Geschiedenis

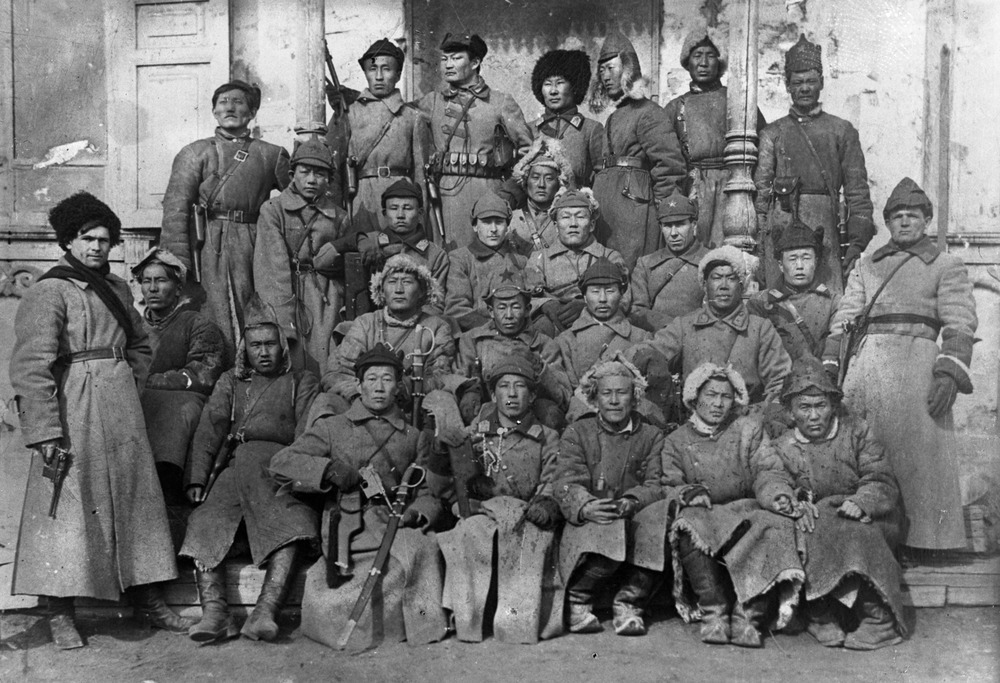

Na de val van het Russische keizerrijk begon de nieuwe Russische staat, de Sovjet-Unie, ook invloed uit te oefenen op Mongolië. Dat lukte en zo werd de Mongoolse Volksrepubliek gesticht. De gedachte van de Sovjets was dat bij een land ook een leger hoorde en zo werd het Mongoolse Volksleger opgericht. 
In het begin was het Mongoolse Volksleger een zwak leger. Het had vrijwel geen tot weinig geschut, pantserwagens of snelle troepen (m.u.v cavaleristen ter paard). Tijdens de slag bij Halhin Gol hielp het Mongoolse Volksleger om, samen met de Sovjets, tegen de Japanners ten strijde te trekken (Tweede Wereldoorlog). Dit is een van de weinige slagen of oorlogen waar het Mongoolse Volksleger ooit aan heeft meegedaan. De andere was Operatie Augustusstorm.
Na de Tweede Wereldoorlog begon een groot modernisatieprogramma. Hoewel Mongolië nu wel tanks en vliegtuigen had, waren die alweer, dankzij de snelle ontwikkelingen in de Tweede Wereldoorlog, al snel verouderd. Zo werden de T-34 tanks vervangen door T-54 tanks.